# U Horologii
U Horologii är en pulserande variabel av Mira Ceti-typ (M) i stjärnbilden Pendeluret. 
Stjärnan varierar mellan visuell magnitud +7,6 och svagare än 14,0 med en period av 348,4 dygn.